# Jürgen Marten
Jürgen Marten (* 6. April 1943; † 27. März 2025) war ein deutscher Jurist, Hochschullehrer, Fernsehmoderator und Schauspieler. Er spielte in den 1960er-Jahren in einigen DDR-Märchenfilmen und am Berliner Ensemble als Schauspieler, ferner moderierte er von 1974 bis 1984 die Spielshow „Schätzen Sie mal!“.

## Leben
Jürgen Marten war Mitglied des SED-Kaders und unter anderem 1986 Gründungsdirektor des Instituts für Kulturforschung beim Ministerium für Kultur der DDR, arbeitete als Kultursoziologe und hatte eine Professur an der Kunsthochschule Berlin-Weißensee inne, ferner einen Lehrstuhl für Recht an der Hochschule für Ökonomie in Berlin-Karlshorst, einer bekannten Ost-SED-Kaderschmiede. Seit der Wende war er als Rechtsanwalt tätig.
Marten war bis 2007 Justiziar und Ethikbeauftragter der Anti-Korruptions-Organisation Transparency International Deutschland. Er gab auch Workshops für Öffentlichkeitsarbeit für die Partei des Demokratischen Sozialismus.
In aktuelles Interesse der Medien geriet er, als er 2006 einer Bloggerin mit rechtlichen Schritten drohte, nachdem diese einen TI-kritischen Beitrag ins Netz gesetzt hatte und damit im Internet eine Welle der Empörung lostrat.

## Filmografie
- 1964: Als Martin vierzehn war
- 1965: König Drosselbart
- 1965: Der Reserveheld
- 1966: Der Staatsanwalt hat das Wort: Bummel-Benno
- 1967: Turlis Abenteuer
- 1968: Wege übers Land (TV-Mehrteiler)
- 1969: Käuzchenkuhle
- 1972: Der tödliche Schuß